# Atlantida: Imperiul dispărut
Atlantida: Imperiul dispărut (în engleză Atlantis: The Lost Empire) este un film de animație american din anul 2001, creat de Walt Disney Feature Animation – primul film științifico-fantastic din colecția de filme Disney și al 41-lea film în total. Scenarizat de Tab Murphy, regizat de Gary Trousdale și Kirk Wise, și produs de Don Hahn, filmul are o distribuție de ansamblu cu voci aparținându-le lui Michael J. Fox, Cree Summer, James Garner, Leonard Nimoy, Don Novello și Jim Varney în ultimul său rol înainte de moarte. Cu acțiunea fixată în anul 1914, filmul prezintă povestea unui tânăr care intră în posesia unei cărți sacre, despre care crede că îl va ghida pe el și un echipaj de aventurieri către orașul pierdut al Atlantidei.
Dezvoltarea filmului a început odată cu terminarea producției pentru Cocoșatul de la Notre Dame (1996). În locul unui alt muzical, echipa de producție s-a decis să facă un film de acțiune-aventură inspirat de creațiile lui Jules Verne. Atlantida s-a remarcat prin adoptarea stilului vizual distinct al creatorului de benzi desenate Mike Mignola. La momentul lansării, filmul conținea mai multe imagini generate pe calculator decât orice alt film Disney; rămâne unul dintre puținele care a fost filmate în format anamorfic. Lingvistul Marc Okrand a creat o limbă special pentru a fi folosită în Atlantida, în timp ce James Newton Howard s-a ocupat de muzică. Filmul a fost lansat într-o perioadă în care interesul audienței pentru animații a trecut de la cea desenată manual la cea generată în totalitate de calculator.
Atlantida: Imperiul dispărut a avut premiera la El Capitan Theatre pe 3 iunie 2001, și a fost lansat pe data de 15 iunie. Distribuit de Walt Disney Pictures, Atlantida a avut parte de un box office modest. Cu un buget de 100 de milioane de dolari americani, filmul a avut un venit de 186 de milioane la nivel mondial, dintre care 84 de milioane s-au obținut în America de Nord. Datorită box office-ului neașteptat de slab al filmului, Disney a renunțat atât la producția unui serial de televiziune derivat, cât și la crearea unei atracții subacvatice la propriul parc tematic Disneyland. Unii critici au lăudat abaterea unică de la filmele Disney obișnuite, în timp ce altora le-au displăcut neclaritatea față de publicului țintă și absența cântecelor. Atlantida a fost nominalizat pentru un număr de premii, dintre care șapte Annie Awards și premiul pentru cea mai bună editare sonoră la Golden Reel Awards din 2002, pe care l-a câștigat. Filmul a fost lansat pe VHS și DVD pe 29 ianuarie 2002; o continuare direct-pentru-video, Atlantis: Milo’s Return, a fost lansată în 2003. Atlantida este considerat a fi un film idol, în mare parte datorită influenței artistice unicate a lui Mignola. Premiera românească a avut loc pe 30 noiembrie 2001, în varianta subtitrată, filmul fiind distribuit de Glob Com Media.

## Acțiune

Alfabetul atlantean creat pentru film

Milo Thatch este un tânăr cartograf și lingvist ce visează să găsească regatul dispărut al Altantidei. Acesta crede că deține Jurnalul Păstorului, un document vechi și valoros în găsirea insulei scufundate. După ce oamenii de la Institutul Smithsonian îi iau în râs visul și refuză să îi sponsorizeze expediția, acesta își pierde speranța. Cu toate acestea, în aceeași zi, o femeie misterioasă pe nume Helga Sinclair apare la el acasă îl introduce pe Milo domnului Preston B. Whitemore, un milionar excentric. Whitemore puse deja bazele expediției către Atlantida, mai având nevoie doar de un angajat pe post de traducător de limbi moarte. Milo acceptă oferta și se îmbarcă la bordul submarinului, pregătit de plecare. Din echipaj fac parte Dulce - un doctor cu rădăcini afro și nativ-americane, expertul în demolări Vinny, geologul Cârtiță, comandantul Rourke, Audrey - expertă în mecanică, doamna Packard - operatoare de radio, și Cookie - bucătarul senil.
La puțin timp de la plecare, submarinul Ulysses este lovit de către Leviatan, un monstru mecanic uriaș. Doar o parte din echipaj supraviețuiește. Supraviețuitorii, printre care și Milo, continuă expediția prin peșteri nesfârșite și dau de multe alte obstacole. După multă vreme echipa ajunge în final în Atlantida. Aici sunt primiți de către Kida, tânăra prințesă a Atlantidei. Milo și Kida se împrietenesc și își pun întrebări. Așa, Milo află că prințesa Kida are mii de ani, deși arată ca o fată normală. Aceasta îi spune lui Milo despre cristalele purtate la gât în Atlantida, și despre cum acestea le dau viață și bogăție oamenilor. Cei doi se scufundă în apele pline de monumente antice ca să descopere mai multe despre acele cristale. Cănd se întorc pe țărm află că Rourke și echipa i-au trădat interesele lui Milo,
fiind, de fapt, mercenari interesați doar de bani. 
Milo este forțat să îi ajute ca să găsească Inima Atlantidei, sursa de viață a oamenilor din Atlantida. Kida este luată apoi de sursă și tranformată într-o entitate bizară. Rourke pune entitatea într-o cușcă, dorind să o ducă înapoi la suprafață. Echipa părăsește apoi Atlantida. Milo și răzvrătiții împotriva lui Rourke (Dulce, Vinny, Audrey, etc.) pornesc să o recapete pe Kida. Milo reușeste să ia cușca în care este captivă Kida și să o întoarcă înapoi în Altantida, distrugându-l pe Rourke.
Kida și Milo rămân împreună ca moștenitori ai Atlantidei, în timp ce Vinny, Dulce și restul prietenilor se întorc acasă, răsplătiți cu bogății.